# إدي كويجلي
إدوارد كويجلي (13 يوليو 1921- 18 أبريل 1997) إنجليزي عمل كلاعب كرة قدم ومديرا لها.
ولد في بيري ، لانكشاير،  ابنًا لإدوارد ومارثا (ني رولي) كويجلي.
سجل 179 هدفًا في 337 مباراة بدوري كرة القدم، حيث لعب كمهاجم لبيري وشيفيلد وينزداي وبريستون نورث إند وبلاكبيرن روفرز في حقبة ما بعد الحرب العالمية الثانية.  تم نقله من شيفيلد وينزداي إلى بريستون مقابل 26500 جنيه إسترليني، والتي كانت في ذلك الوقت رقماً قياسياً للتحويل البريطاني. 
أعاد توقيعه مع بيري في عام 1956 حيث شارك في عشر مباريات في الدوري قبل تقاعده من الدوري في نهاية موسم 1956–1957. 
انضم إلى موسلي كلاعب- مدير في صيف 1957. على مدار المواسم الستة التالية، ظهر 197 مرة مع النادي وسجل 56 هدفًا، قبل تقاعده من اللعب عندما غادر النادي في عام 1962، و عمره 41 عامًا. 
ثم عاد إلى بيري كمدرب لفريق الشباب. 
في أبريل 1967، بعد فترة وجيزة كمدير مؤقت في بلاكبيرن، تم تثبيت كويجلي في المنصب على أساس دائم.  في أكتوبر 1970، استُبدِّل بجوني كاري وأصبح رئيس استكشاف المواهب. أُقيل هو وكاري في 7 حزيران / يونيو 1971. 
لاحقًا أدار مقاطعة ستوكبورت . 
توفي في بلاكبول عام 1997 بعمر 75 عامًا. 

## روابط خارجية
- سيرة شخصية